# Vila Isabel
Vila Isabel é um bairro da Zona Norte do município do Rio de Janeiro. Conhecido por ser um dos berços do samba no Brasil, localiza-se na subprefeitura da Grande Tijuca. É vizinho dos bairros de Grajaú, a oeste; Maracanã, a leste; Andaraí e Tijuca a sul; e Engenho Novo, Sampaio, Riachuelo, Rocha e São Francisco Xavier, a norte, pelos quais é separado pela Serra do Engenho Novo.
O bairro de Vila Isabel é sede da região administrativa de Vila Isabel, a mesma engloba os bairros de Vila Isabel, Andaraí, Grajaú e Maracanã. Seu índice de qualidade de vida, no ano 2000, era de 0,901, o 27º melhor do Rio de Janeiro, dentre 126 bairros avaliados, sendo considerado alto.

## História

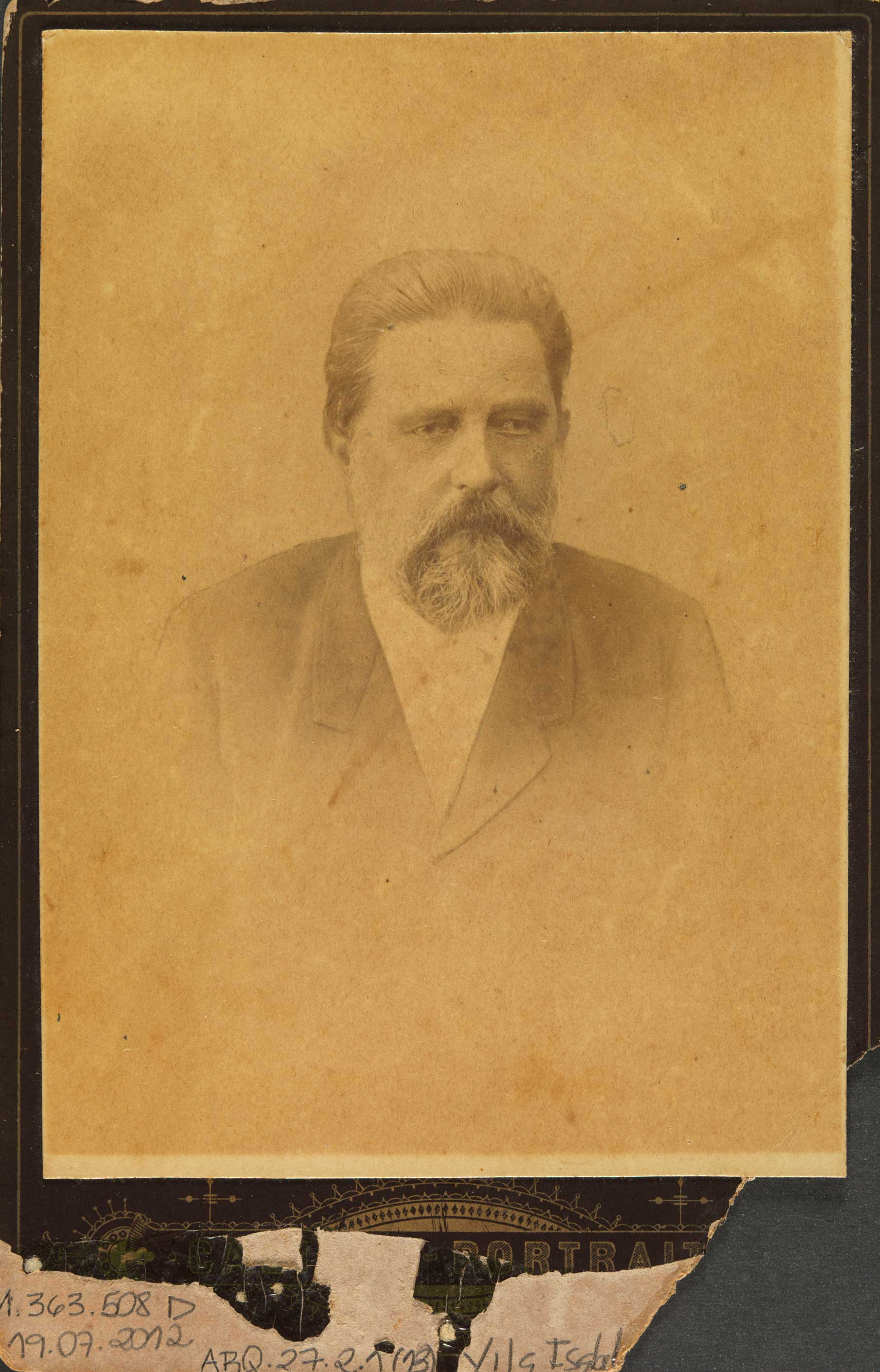
Barão de Drummond - Acervo Digital Afro-Brasileiro Flickr

O bairro surgiu do espírito empreendedor de João Batista Viana Drummond, futuro Barão de Drummond, um empresário progressista. Ele adquiriu as terras da Imperial Quinta do Macaco, de propriedade da Imperatriz Dona Amélia, quando, após a promulgação da Lei do Ventre Livre em 1871, os escravos da propriedade foram libertados. De acordo com a descrição da propriedade adquirida pelo Barão de Drumond, a Fazenda dos Macacos era delimitada ao norte pelo Morro dos Macacos, ao sul pelo Rio Joana (o qual corre ao longo das avenidas Maxwell, Engenheiro Otacílio Negrão de Lima e Professor Manoel de Abreu), a leste pela Rua São Francisco Xavier e a oeste pela Rua Barão do Bom Retiro.
Abolicionista e amigo de figuras de destaque que compartilhavam os seus ideais políticos, Drummond deu às ruas e praças do empreendimento nomes e datas alusivos à causa. A própria denominação do bairro foi uma homenagem à Princesa Isabel e a sua principal via, a Boulevard 28 de Setembro, é uma homenagem à data em que a Lei do Ventre Livre foi sancionada.
O bairro foi oficialmente fundado em 3 de Janeiro de 1872, inspirado no urbanismo parisiense. Para urbanizá-lo e loteá-lo, Drummond organizou a Companhia Arquitetônica de Vila Isabel (1873), contratando o arquiteto Francisco Joaquim Béthencourt da Silva, discípulo de Grandjean de Montigny.
As terras da fazenda eram cortadas por duas antigas estradas, a do Macaco e a de Cabuçu, que se tornaram, respectivamente, a Boulevard 28 de Setembro e a Rua Barão do Bom Retiro.
O sistema de transporte - bondes a tração animal – seria provido pela Companhia Ferro-Carril de Vila Isabel, empreendimento também criado por Drummond para explorá-lo (1873). Foi inaugurado em 1875, ligando o bairro ao Centro.

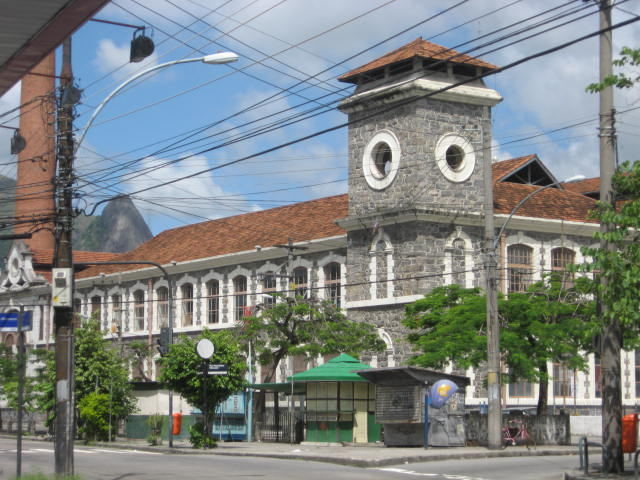
A antiga fábrica, hoje um supermercado.

No bairro existiu a Companhia de Fiação e Tecidos Confiança Industrial, era uma fábrica de tecidos localizada em Aldeia Campista, entre os bairros de Vila Isabel e do Andaraí, na zona norte da cidade do Rio de Janeiro, fundada em 1885. A antiga fábrica hoje é um supermercado.
O bairro tem nove prédios tombados pelo Patrimônio Histórico. No antigo Jardim Zoológico, o primeiro do Brasil, hoje denominado de Recanto do Trovador, o Barão de Drummond criou o jogo do bicho.
No início do século XX, o bairro tornou-se ponto de encontro de músicos e boêmios, como Noel Rosa, adquirindo, então, a fama de bairro boêmio.
No meio da Boulevard 28 de Setembro, encontra-se a Igreja Matriz de Vila Isabel, a Basílica Nossa Senhora de Lourdes. A matriz recebeu o título de basílica menor, em 23 de maio de 1959, concedido pelo Papa João XXIII. Aos domingos, de manhã bem cedo, os sinos da Igreja de Santo Antônio, a segunda maior, repicam continuamente. Esse templo fica no alto do morro, acedido por uma longa escadaria.
Limites
Os limites atualizados do bairro abrangem todo lado direito da Serra do Engenho Novo descendo a Rua São Francisco Xavier até a Av. Prof. Manoel de Abreu seguindo a Av. Engenheiro Otacílio Negrão de Lima, Av. Maxwell e Rua Barão de Mesquita até a Rua Barão do Bom Retiro e seguindo esta até o gargalo que separa o Maciço da Tijuca da Serra do Engenho Novo, na altura do Parque do Trovador.

## Estrutura

### Gastronomia

#### Boulevard 28 de Setembro
Bairro de tradição boêmia, muitos bares antigos ainda persistem na região, atraindo muitos clientes. No Boulevard 28 de Setembro o já extinto Restaurante Petisco da Vila ajudou a manter essa fama. Aldir Blanc, Martinho da Vila, Neguinho da Beija-Flor, Jamelão e o cartunista Jaguar foram clientes do Petisco. Graças a esses e tantos outros fregueses o Petisco da Vila alcançou o posto de maior vendedor de chope do país, com média de 42.000 litros consumidos mensalmente[carece de fontes?].
Outro bar badalado do bairro é o Carioca da Vila, bar requintado e irreverente, os pratos tem nomes que fazem referencia ao bairro, enaltecendo o espírito bairrista dos moradores da Vila. A tradicional adega Vilas Boas, na esquina da Boulevard 28 de Setembro com a Rua Silva Pinto, tem a fama de melhor bolinho de bacalhau da Grande Tijuca.

#### Quadrilátero do Álcool
Na esquina das rua Visconde de Abaeté e Torres Homem se encontra um dos polos gastronômicos do bairro, o quadrilátero do álcool, desafia a matemática, por ser uma esquina que possui quatro pontas e 5 bares. O mais tradicional era o Bar do Costa, um dos mais antigos do bairro (falido há alguns anos), no seu lugar surgiu o Bar Veja Bem. O Bar Vilarejo também é outra excelente opção, destaque para cozinha do bar que é excelente, com variedades de pratos e petiscos.

#### Rua dos Artistas
A rua dos Artistas também conta com uma variedade de bares e restaurantes, como uma filial do Bar do Adão, tradicional bar do vizinho Grajaú, famoso por seus pasteis. Porem o mais tradicional dessa parte da Vila é o Restaurante Siri, com especialização em frutos do mar, o Siri atrai o público fã dessas iguarias.

### Comércio
O bairro possui excelente comércio, sendo o principal eixo o Boulevard 28 de Setembro, onde se encontram agências dos principais bancos, lanchonetes, mercados e comércio de todo tipo.
No bairro funciona também o Shopping Center Boulevard Rio, na esquina das ruas Barão de São Francisco e Teodoro da Silva.

### Localidades importantes
Além abrigar muitos bares e restaurantes ao longo do Boulevard 28 de Setembro, o bairro conta com várias unidades da Universidade do Estado do Rio de Janeiro, como a Faculdade de Ciências Médicas, a Faculdade de Enfermagem, o Instituto de Biologia Roberto Alcântara Gomes, a Faculdade de Odontologia e o Hospital Universitário Pedro Ernesto.
O bairro também abriga a Basílica Nossa Senhora de Lourdes, a sede estadual da igreja Congregação Cristã no Brasil e a Sede Mundial do Racionalismo Cristão.

### Lazer

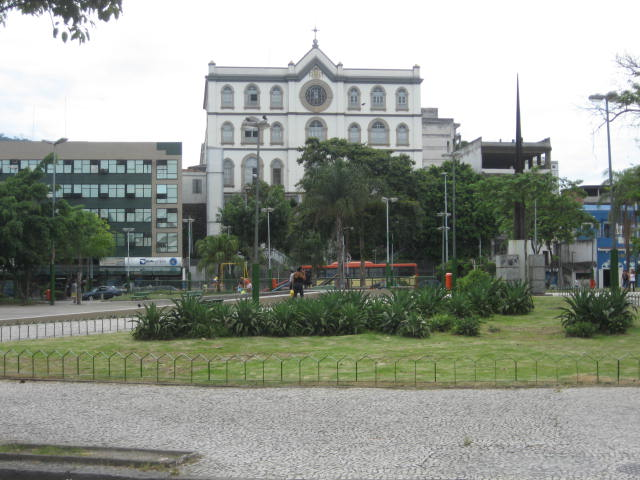
Praça Barão de Drummond, antiga Praça Sete de Março

O bairro contava com os clubes Vila Isabel Futebol Clube (1912), Confiança A.C. (1915), o Smart A.C. (1915), Sport C.A. (1912) e o Independência F.C. (1921). Hoje encontram-se a Associação Atlética Vila Isabel; e o Esporte Clube Maxwell. Além dos parques Jardim da Princesa, Largo Sete de Março, Praça Barão Drummond e Recanto do Trovador.

## Cultura

### Música e poesia
Vila Isabel é famosa pela presença de inúmeros poetas e compositores que nasceram no bairro ou que nele foram revelados.
O mais famoso é Noel Rosa, que nasceu no bairro em 11 de dezembro de 1910. No largo de entrada do Boulevard 28 de Setembro, existe uma estátua em tamanho natural do compositor em bronze, sentado numa mesa sendo atendido por um garçom. Na mesa, está escrita a letra da música de Noel Conversa de botequim.
Também podemos destacar Martinho da Vila, que adicionou o nome do bairro ao seu quando criou seu nome artístico.

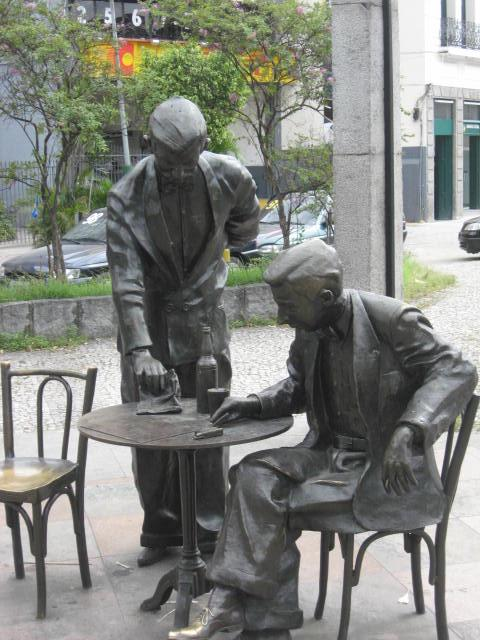
Estátua de Noel Rosa localizada na entrada de Vila Isabel

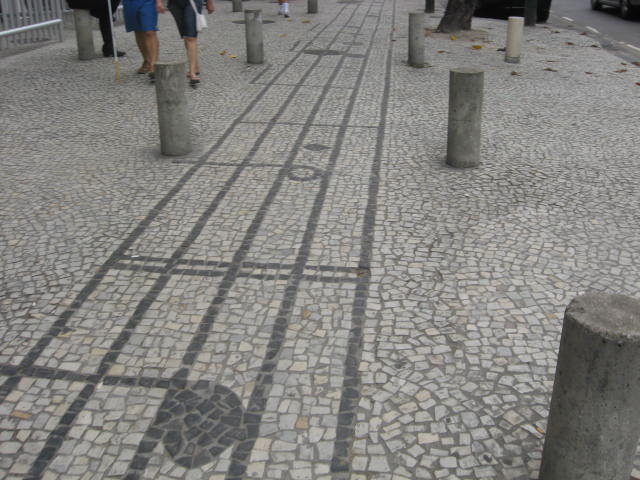
A calçada musical localizada no Boulevard 28 de Setembro

### Calçadas musicais
Já no século XX, o bairro ganhou fama como bairro de vida boêmia e foi o lar dos compositores Noel Rosa, Orestes Barbosa, João de Barro, Almirante e muitos outros. A Vila de Noel significava, para o Rio de Janeiro, o que Ipanema representou na década de 1960, afirmou o jornalista e historiador Sérgio Cabral.
Em 1964, preparando-se para as comemorações do IV Centenário da Cidade do Rio de Janeiro em 1965, o arquiteto Orlando Magdalena teve a ideia de decorar as calçadas do Boulevard 28 de Setembro com pedras portuguesas desenhando partituras de músicas de grandes compositores da Música Popular Brasileira. A ideia foi levada ao músico Almirante, que escolheu as músicas que deveriam compor as calçadas.
Foram, assim, construídas, desde a Praça Maracanã, no início do Boulevard 28 de Setembro, até a Praça Barão de Drummond, as famosas calçadas musicais de Vila Isabel, com as partituras das seguintes músicas:
- Cidade Maravilhosa - André Filho (esta primeira ainda na Praça Maracanã)
- O Abre Alas - Chiquinha Gonzaga
- Pelo Telefone - Donga/Mauro de Almeida
- Mal-me-quer - Cristóvão de Alencar/Armando Reis/Newton Teixeira
- Feitiço da Vila - Noel Rosa/Vadico - em frente à Associação Atlética Vila Isabel
- Ave Maria - Ertildes Campos/Jonas Neves
- Aquarela do Brasil - Ary Barroso
- Jura - Sinhô
- Carinhoso - Pixinguinha/João de Barro
- Linda Flor - Henrique Vogeler/Luís Peixoto
- A Conquista do Ar - Eduardo das Neves
- Luar do Sertão - Catulo da Paixão Cearense/João Pernambuco
- Chão de Estrelas - Orestes Barbosa/Sílvio Caldas
- Linda Morena - Lamartine Babo
- A Voz do Violão - Francisco Alves/Horácio Campos
- Na Pavuna - Homero Dornellas/Almirante
- Primavera do Rio, de João de Barro - Ernesto Nazareth
- Apanhei-te Cavaquinho - Ernesto Nazareth
- Florisbela - Nássara/Frazão
- Renascer das cinzas - Martinho da Vila (esta última já na Praça Barão de Drummond).

### Samba
O bairro sedia a escola de samba Vila Isabel, fundada por Seu China (Antônio Fernandes da Silveira), egresso do Salgueiro. De início, um simples bloco, possuía as cores vermelho e branco, logo em seguida mudadas para azul e branco, quando adotou o nome Azul e Branco de Vila Isabel. No carnaval de 1946, o bloco decidiu que, para o ano seguinte, desfilaria como escola de samba e adotou, desde então, o nome Grêmio Recreativo Escola de Samba Unidos de Vila Isabel.
Em 1968, a escola de samba desfilou com o enredo Quatro séculos de modas e costumes, tendo, como destaque na avenida, um modelo original de vestido do costureiro Paco Rabane.
A escola se consagrou definitivamente em 1988, campeã do carnaval com o enredo Kizomba — Festa da Raça, idealizado por Martinho da Vila, principal compositor da escola desde a segunda metade da década de 1960. O samba-enredo foi composto por Rodolpho de Souza, Jonas e Luiz Carlos da Vila.
Após anos sem uma quadra de ensaio fixa - ensaiando na Escola Equador, perto da esquina do Boulevard 28 de Setembro com a Rua Rocha Fragoso -, ganhou a sua quadra na principal rua do bairro, onde antes funcionava uma garagem de bondes na década de 1960, a garagem da extinta Companhia de Transportes Coletivos e, posteriormente, um galpão do Departamento Estadual de Trânsito.

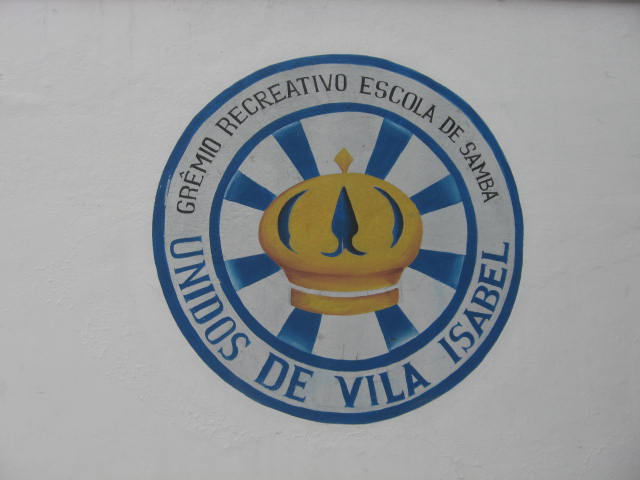
Logotipo do Grêmio Recreativo Escola de Samba Unidos de Vila Isabel

Em 2000, a escola foi rebaixada ao Grupo de acesso A. Cinco anos depois, retornou ao grupo principal do carnaval, após ser campeã do Grupo de Acesso no ano anterior com o enredo A Vila É Para Ti. No ano de 2006, foi a grande vencedora do carnaval, homenageando a América Latina com o enredo Soy loco por ti America: A Vila canta a latinidade, de autoria do carnavalesco Alexandre Louzada.
A Vila é atual campeã do carnaval carioca (2013). Levando para a avenida o enredo: A vila canta o Brasil, celeiro do mundo - Água no feijão que chegou mais um., com um samba assinado por Martinho da Vila e Arlindo Cruz e desenvolvido pela carnavalesca Rosa Magalhães a Vila encerrou o desfile de segunda já aclamada como a grande campeã pelo público, o desejo popular foi concretizado na quarta-feira de cinzas. Em Vila Isabel o carnaval terminou apenas no domingo seguinte.
Em 2008, foi inaugurada a nova quadra da Vila Isabel, a mais moderna quadra de escola de samba do Rio de Janeiro, a qual se originou de uma grande reforma da antiga quadra que custou 4 000 000 de reais e que, atualmente, comporta até 11 000 pessoas em 4 000 metros quadrados de área construída e com um palco de trezentos metros quadrados. A atual quadra possui camarotes de luxo e um fácil acesso pelo Boulevard 28 de Setembro. É um espaço democrático frequentado tanto por ricos e famosos quanto por membros da comunidade. Além dos ensaios da escola de samba, a quadra da Vila também é palco de shows de grandes artistas e bandas no projeto Casa de Bamba.
Nos sábados de carnaval, saía o Bloco do Sujo, comandado por Seu Otto: as fantasias já utilizadas em outros carnavais eram usadas no desfile desse bloco, formado na Associação Atlética Vila Isabel.